# 富野パーキングエリア
富野パーキングエリア（とみのパーキングエリア）は、福岡県北九州市小倉北区の北九州高速道路4号線上にあるパーキングエリア。北九州市門司区と小倉北区の区境の鳥越トンネル小倉側の上り線にのみ設置されている。
富野出入口より黒崎寄りが開通する前にあった本線料金所の跡地に作られたため、高速道路の平均的なパーキングエリアに比べて駐車場がかなり狭いのが特徴である。本線とパーキングエリア内の境界はガイドポストが広い間隔で設置されているのみであり、駐車スペースは明確な区画線が引かれておらず、本線へ合流する加速車線も極めて短いなど、非常に簡易なつくりとなっている。利用者が容易に本線内に侵入できてしまう構造のため、車道に出ないよう注意喚起する看板が設置されている。

## 道路
- 北九州高速4号線

## 施設

### 上り線のみ
- 駐車場
  - 大型4台
  - 小型10台
- トイレ
- 自動販売機
- 給電スタンド(24時間)

## 隣
北九州高速4号線
(402,403)大里出入口 - 富野PA - (404)富野出入口- (405,406)足立出入口